# Даннинг, Уильям Арчибальд
Уильям Арчибальд Даннинг (англ. William Archibald Dunning; 12 мая 1857, Плейнфилд, Нью-Джерси — 25 августа 1922) — американский историк и политолог, профессор в Колумбийском университете; выпускник Колумбийского университета — защитил кандидатскую в 1885 году; год стажировался в Берлине, где изучал европейскую историю в группе профессора Генрихе фон Трейчке; специалист по эпохе реконструкции в США; основатель «школы Даннинга», в рамках которой сам Даннинга и его ученики пытались придать «научную легитимность лишению прав негров на Юге США и системе законов Джима Кроу»; система взглядов Даннинга оказала значительное влияние на сторонников сегрегации.

## Работы
- Irish Land Legislation Since 1845. (New York: Ginn, 1892)
- Essays on the Civil War and Reconstruction and Related Topics (1897, 2nd ed. 1904)
- History of Political Theories, Ancient and Mediœval (3 vol., 1902—1920)
- History of Political Theories from Luther to Montesquieu (1905)
- Reconstruction, Political and Economic, 1865—1877 (1907)
- A Sketch of Carl Schurz’s Political Career, 1869—1906 (with Frederic Bancroft; 1908)
- Paying for Alaska (1912)
- The British Empire and the United States; a review of their relations during the century of peace following the treaty of Ghent, by William Archibald Dunning with an introduction by the Right Honourable Viscount Bryce, O.M., and a preface by Nicholas Murray Butler (New York: C. Scribner’s Sons, 1914)
- Studies in Southern History and Politics (1914)
- A History of Political Theories from Rousseau to Spencer (New York: Johnson Reprint Corp., 1972)